# Pournári (Attique)
Pournári, en grec moderne : Πουρνάρι, est un village du dème de Mándra-Idýllia, en Attique, Grèce.
Selon le recensement de 2011, la population de la localité s'élève à 92 habitants.